# Пахомий (Морарь)
Епископ Пахо́мий (рум. Episcop Pahomie, в миру Иоанн Морарь рум. Ioan Morar; 1936, Алба — 24 мая 2006, Куковский монастырь, Бакэу) — архиерей Православной старостильной церкви Румынии, епископ Врынченский (1992—2006).

## Биография
Родился в 1936 году в жудеце Алба, недалеко от города Алба-Юлия.
В 1950 году поступил в Рымецкий монастырь настоятелем которого был иеромонах Евлогий (Оца). Весной 1953 года иеромонах Евлогий вместе с братией монастыря, а также приходы в Теюше и Тецу (Tețu), а также прихожане их семи других населённых пунктов вернулись в богослужебной практике на юлианский стиль. Так как Рымецкий монастырь входил в состав Клужской митрополии, иеромонах Евлогий испросил благословения на возвращение юлианского календаря в жизни обители у митрополита Клужского, но получил отказ. Была подана апелляция в прокуратуру Бухареста, но государственная служба отклонила иск. Повторное прошение в Клужскую митрополию не возымело действия, кроме того, митрополия начала агитационную кампанию среди населения по предотвращению назревающего раскола. Так как агитация сопровождалась в ряде случаев угрозами, поборники старого стиля укрепились в своём решении.
В 1955 году иеромонах Евлогий, монах Пахомий вместе с пятью другими насельниками обители были арестованы органами безопасности и этапированы в мэрию Рымеца, а позднее, на период ареста, заключены в тюрьме Аюда. В ходе суда монашествующие проживали в тюрьме города Турда. Иеромонах Евлогий был осуждён на один год лишения свободы, а монах Пахомий — на полгода тюремного заключения.